# Quỹ đạo của Mặt Trăng
Mặt Trăng quay quanh Trái Đất theo hướng cùng chiều với chiều quay Trái Đất và hoàn thành một chu kỳ quỹ đạo khi so sánh với các ngôi sao cố định trong khoảng 27,3225 ngày (một tháng thiên văn) và một chu kỳ khi so sánh với Mặt Trời trong khoảng 29,5300 ngày (một tháng giao hội). Trái Đất và Mặt Trăng quay quanh khối tâm hệ thiên thể của chúng (trung tâm khối lượng chung), nằm cách trung tâm Trái Đất khoảng 4.670 km (khoảng 2.900 dặm) (khoảng 73% bán kính Trái Đất), tạo thành một hệ vệ tinh gọi là hệ Trái Đất–Mặt Trăng. Trung bình, khoảng cách đến Mặt Trăng là khoảng 385.000 km (239.000 dặm) từ trung tâm Trái Đất, tương ứng với khoảng 60 lần bán kính Trái Đất hay 1,282 giây ánh sáng. Với vận tốc quỹ đạo trung bình là 1,022 km/s, Mặt Trăng đi được khoảng cách xấp xỉ đường kính góc của nó, hoặc khoảng một nửa độ trên thiên cầu, mỗi giờ. Mặt Trăng khác với hầu hết các vệ tinh của các hành tinh khác ở chỗ quỹ đạo của nó gần với mặt phẳng hoàng đạo thay vì mặt phẳng chính của nó (trong trường hợp này là mặt phẳng xích đạo của Trái Đất). Mặt phẳng quỹ đạo của Mặt Trăng (bạch đạo) nghiêng khoảng 5,1° so với mặt phẳng hoàng đạo, trong khi mặt phẳng xích đạo của Mặt Trăng bị nghiêng đi chỉ 1,5 độ.

## Đặc điểm
Các đặc điểm của quỹ đạo mô tả trong mục này chỉ là xấp xỉ. Quỹ đạo của Mặt Trăng quanh Trái Đất có nhiều biến động (nhiễu loạn) do ảnh hưởng hấp dẫn từ Mặt Trời và các hành tinh, nghiên cứu về những tác động này (thuyết Mặt Trăng) có một lịch sử lâu dài.

### Hình dạng elip
Quỹ đạo của Mặt Trăng là một đường elip gần tròn xung quanh Trái Đất (bán trục lớn và bé lần lượt là 384 400 km và 383 800 km, tương ứng: một chênh lệch chỉ khoảng 0,16%). Từ phương trình đường elip có thể suy ra độ lệch tâm 0,0549 và các khoảng cách cận địa và viễn địa tương ứng là 362 600 km và 405 400 km (một chênh lệch khoảng 12%).
Bởi các vật thể gần hơn sẽ xuất hiện lớn hơn, kích thước biểu kiến của Mặt Trăng sẽ thay đổi khi nó di chuyển tới gần và rời xa người quan sát trên Trái Đất. Một sự kiện được gọi là "siêu trăng" xảy ra khi Mặt Trăng tròn ở vị trí gần nhất với Trái Đất (cận địa). Đường kính biểu kiến lớn nhất có thể của Mặt Trăng cũng lớn hơn 12% (tương tự chênh lệch giữa các khoảng cách cận địa với viễn địa) so với đường kính biểu kiến nhỏ nhất; diện tích biểu kiến lớn hơn 25% và lượng ánh sáng nó phản chiếu tới Trái Đất cũng vậy.

Sự biến đổi về khoảng cách quỹ đạo của Mặt Trăng tương ứng với sự biến đổi về các tốc độ góc và tốc độ tiếp tuyến, như được phát biểu trong định luật Kepler thứ hai. Độ dịch chuyển góc đối với một người quan sát giả tưởng ở khối tâm hệ Trái Đất–Mặt Trăng là 13,176° mỗi ngày về phía đông (kỉ nguyên J2000.0).
Khối lượng của Trái Đất lớn gấp 81 lần khối lượng Mặt Trăng, tỉ lệ này thấp hơn đáng kể so với đa số các vệ tinh trong hệ Mặt Trời; tuy nhiên, khối tâm của hai thiên thể nằm bên trong Trái Đất, khoảng 1 750 km bên dưới bề mặt của nó. Hơn nữa, mặt phẳng quỹ đạo của Mặt Trăng không trùng với mặt phẳng xích đạo của Trái Đất, không giống hầu hết các vệ tinh khác. Bởi những lý do đó, hệ Trái Đất–Mặt Trăng đôi khi được coi là một hệ hành tinh đôi thay vì là một hệ hành tinh-vệ tinh.

### Ly giác
Ly giác của Mặt Trăng là khoảng cách góc của nó so với Mặt Trời về phía đông tại một thời điểm bất kỳ. Khi trăng non, nó bằng 0° và Mặt Trăng đang ở vị trí giao hội. Khi trăng tròn, ly giác bằng 180° và nó được gọi là xung đối. Trong cả hai trường hợp trên, Mặt Trăng ở vị trí sóc vọng, tức là, Mặt Trời, Mặt Trăng và Trái Đất là gần như thẳng hàng. Khi ly giác bằng 90° hoặc 270°, Mặt Trăng được gọi là đang trong pha vuông và có hình dạng bán nguyệt.

### Tiến động

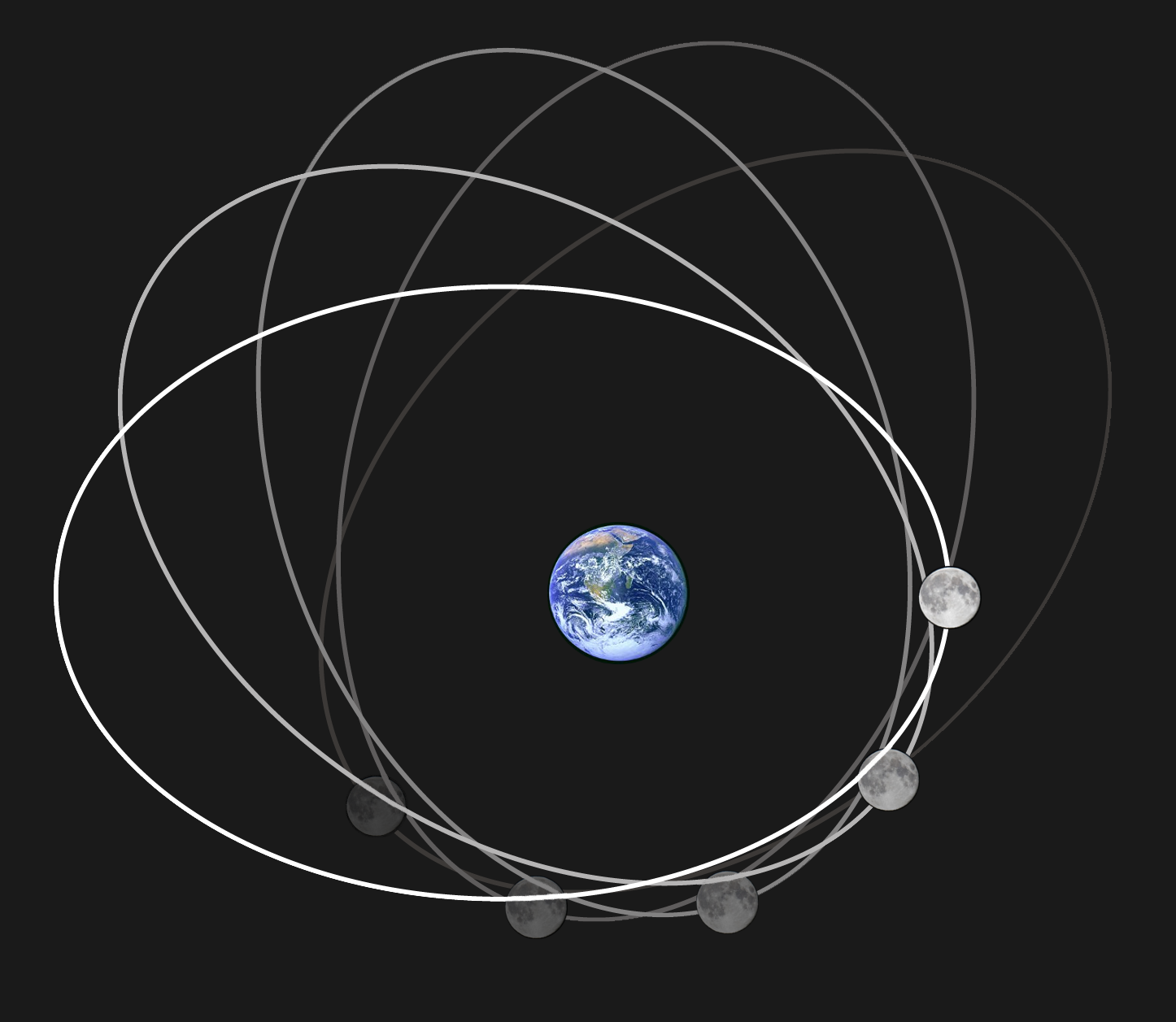
Tiến động cận điểm — Bán trục lớn của quỹ đạo hình elip của Mặt Trăng quay một vòng với chu kỳ 8,85 năm theo cùng chiều với chiều tự quay của chính Mặt Trăng. Bức ảnh này nhìn từ phía trên mô tả cực nam địa lý của Trái Đất và hình dạng elip của quỹ đạo Mặt Trăng (ở đây được phóng đại đáng kể để thể hiện rõ hơn sự tiến động, trên thực tế dạng quỹ đạo của Mặt Trăng rất gần với đường tròn) quay từ quỹ đạo màu trắng tới xám dần.

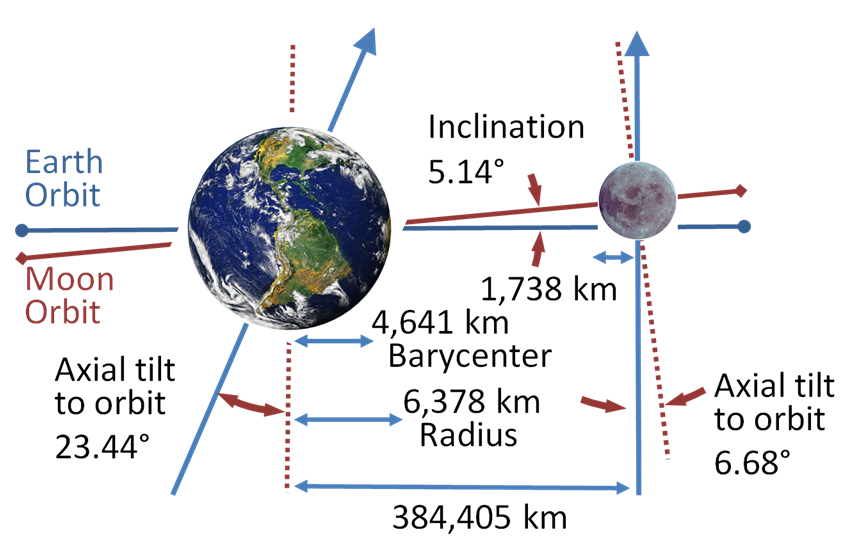
Độ nghiêng quỹ đạo—quỹ đạo của Mặt Trăng nghiêng một góc 5,14° so với hoàng đạo. Sơ đồ này thể hiện vị trí của hệ trong một kỳ Mặt Trăng tĩnh cực đại.

Thiên thực chỉ có thể xảy ra khi Mặt Trăng (đỏ) ở gần một điểm nút (vị trí A và C)

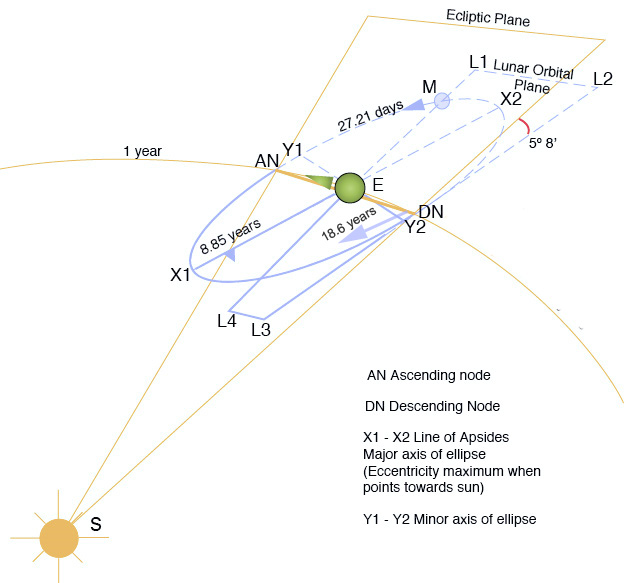
Biến động trong quỹ đạo của Mặt Trăng của Trái Đất

Định hướng của quỹ đạo Mặt Trăng không phải là cố định trong không gian mà chuyển động quay theo thời gian. Sự tiến động này của quỹ đạo được gọi là tiến động cận điểm và là sự quay của quỹ đạo Mặt Trăng trong mặt phẳng quỹ đạo, tức là sự thay đổi hướng của các trục của elip. Bán trục lớn của quỹ đạo Mặt Trăng – đường kính dài nhất của quỹ đạo, nối hai điểm gần nhất và xa nhất của Mặt Trăng so với Trái Đất, các điểm viễn địa và điểm cận địa, tương ứng – hoàn thành một vòng quay sau một chu kỳ 8,85 năm Trái Đất, hay 3232,6054 ngày, và quay chậm theo cùng chiều với chiều tự quay của chính Mặt Trăng (chuyển động thuận) - nghĩa là một vòng tiến động 360° về phía đông. Sự tiến động cận điểm của quỹ đạo Mặt Trăng là phân biệt với tiến động điểm nút của mặt phẳng quỹ đạo và tiến động trục quay của chính Mặt Trăng.

#### Các định luật Cassini
Những quan hệ chủ yếu giữa sự tự quay của Mặt Trăng và chuyển động quỹ đạo của nó được khám phá bởi JD Cassini và xuất bản năm 1693:
1. Mặt Trăng quay đều quanh trục cực của nó; chu kỳ tự quay của nó bằng đúng chu kỳ thiên văn trung bình của quỹ đạo của nó quanh Trái Đất.
2. Độ nghiêng của trục quay của Mặt Trăng so với hoàng đạo là không đổi.
3. Điểm nút xuống của xích đạo Mặt Trăng trùng với và cùng tiến động với điểm nút lên của quỹ đạo Mặt Trăng trên hoàng đạo.

Mặt phẳng quỹ đạo Mặt Trăng nghiêng 5,1° so với mặt phẳng hoàng đạo và mặt phẳng xích đạo của Mặt Trăng lại nghiêng 6,7° so với mặt phẳng quỹ đạo, nhưng nghiêng về hướng ngược lại, theo định luật Cassini thứ ba. Do đó, những góc nghiêng này bù trừ nhau, và xích đạo Mặt Trăng chỉ nghiêng 1,5° so với hoàng đạo. Hệ quả là bức xạ Mặt Trời nhận được trên bề mặt Mặt Trăng gần như không có biến thiên theo mùa nào, và Mặt Trời luôn dao động gần chân trời tại các cực của Mặt Trăng.
Xích đạo của Mặt Trăng nghiêng một góc 6,7° so với mặt phẳng quỹ đạo của nó và nghiêng 1,5° so với hoàng đạo, nhưng góc giữa mặt phẳng quỹ đạo và hoàng đạo có thể biến thiên tới ±0,15° (do ảnh hưởng nhiễu động). Theo định luật Cassini thứ hai, độ nghiêng của xích đạo Mặt Trăng so với hoàng đạo là không đổi, do đó độ nghiêng của trục Mặt Trăng so với chính quỹ đạo của nó phải biến thiên tới ±0,15°.
Tính toán cơ học thiên thể lý thuyết đã cho thấy, các định luật Cassini mô tả một trạng thái ổn định động lực. Nếu Mặt Trăng được mô hình hóa là một ellipsoid ba trục chính (trên trung bình) thì trục dài nhất của nó luôn thẳng hàng với Trái Đất. Sự định hướng này tương ứng với mức năng lượng hấp dẫn cực tiểu và do đó ổn định. Hơn nữa, một ellipsoid chỉ có thể quay ổn định (không lắc lư) nếu nó quay quanh trục với mômen quán tính lớn nhất hoặc nhỏ nhất. Trong trường hợp Mặt Trăng, trục dài nhất (có mômen quán tính nhỏ nhất) được giữ cố định với Trái Đất như vừa mô tả, do đó chuyển động tự quay của Mặt Trăng là xung quanh trục ellipsoid ngắn nhất. Ngoài ra, trục quay này không được hoàn toàn vuông góc với mặt phẳng quỹ đạo Mặt Trăng, bởi vì nếu trái lại thì Trái Đất sẽ nằm trong mặt phẳng xích đạo của Mặt Trăng và không thể tác dụng mômen lực gây ra tiến động trục quay của Mặt Trăng như được mô tả trong định luật Cassini thứ ba. Độ nghiêng quỹ đạo tự điều chỉnh (về mặt năng lượng) sao cho tiến động của trục quay Mặt Trăng xảy ra với cùng tốc độ tiến động của điểm nút quỹ đạo.
Do ảnh hưởng nhiễu động quỹ đạo đáng kể, hệ Trái Đất–Mặt Trăng không hoàn toàn tuân theo các định luật Cassini quan sát, mà thay vào đó dao động quanh trạng thái lý tưởng. Do đó, các định luật Cassini chỉ áp dụng trên trung bình.

### Độ nghiêng quỹ đạo
Độ nghiêng quỹ đạo trung bình của Mặt Trăng so với mặt phẳng hoàng đạo là 5,145°. Tính toán lý thuyết cho thấy rằng độ nghiêng quỹ đạo hiện tại so với mặt phẳng hoàng đạo là kết quả của một sự tiến hóa thủy triều từ một quỹ đạo gần Trái Đất trước đó với một độ nghiêng khá ổn định so với xích đạo của Trái Đất. Quỹ đạo trước đó này cần có độ nghiêng khoảng 10° so với xích đạo Trái Đất để có thể dẫn đến độ nghiêng 5° so với mặt phẳng hoàng đạo hiện tại. Nghiên cứu cho rằng độ nghiêng quỹ đạo ban đầu gần bằng 0, nhưng nó có thể đã tăng lên đến 10° qua ảnh hưởng của các vi thể hành tinh đi qua gần Mặt Trăng khi chúng rơi vào Trái Đất. Nếu điều này không xảy ra, Mặt Trăng hiện nay sẽ nằm gần hơn nhiều so với hoàng đạo và thiên thực sẽ xảy ra thường xuyên hơn.
Trục quay của Mặt Trăng không vuông góc so với mặt phẳng quỹ đạo của nó, do đó xích đạo Mặt Trăng không trùng với mặt phẳng quỹ đạo, mà nghiêng so với nó một giá trị góc không đổi là 6,688° (đây là độ nghiêng trục quay). Trục quay của Mặt Trăng tiến động với cùng tốc độ với tiến động điểm nút của mặt phẳng quỹ đạo, nhưng lệch pha 180° (xem Các định luật Cassini). Do đó, góc giữa các mặt phẳng hoàng đạo và xích đạo của Mặt Trăng luôn bằng 1,543°; cho dù trục quay của Mặt Trăng không cố định đối với các sao.

#### Điểm nút
Các điểm nút là những điểm mà quỹ đạo của Mặt Trăng cắt hoàng đạo. Sau một chu kỳ 27,2122 ngày, Mặt Trăng quay trở lại cùng một điểm nút, chu kỳ này được gọi là tháng giao điểm (draconic month). Đường nối giữa hai điểm nút, hay giao tuyến giữa hai mặt phẳng tương ứng có chuyển động nghịch: đối với một người quan sát trên Trái Đất, nó quay theo chiều từ đông sang tây dọc theo hoàng đạo với một chu kỳ 18,6 năm hay 19,3549° mỗi năm. Khi nhìn từ thiên cực Bắc, các điểm nút chuyển động theo chiều kim đồng hồ quanh Trái Đất, ngược với hướng tự quay của Trái Đất và hướng quay của nó quanh Mặt Trời. Thiên thực, hay nhật thực và nguyệt thực có thể xảy ra chỉ khi các điểm nút nằm thẳng hàng với Mặt Trời, sau khoảng mỗi 173,3 ngày. Độ nghiêng quỹ đạo của Mặt Trăng cũng quyết định liệu thiên thực có xảy ra; bóng của các thiên thể cắt nhau khi các điểm nút trùng với vị trí trăng non và trăng tròn và khi đó Mặt Trời, Trái Đất, và Mặt Trăng thẳng hàng trong không gian ba chiều.
Về mặt hệ quả, điều này có nghĩa là một "năm chí tuyến" trên Mặt Trăng chỉ dài 347 ngày. Chính xác hơn, nó được gọi là một năm giao điểm hay năm thiên thực. "Các mùa" trên Mặt Trăng hợp với chu kỳ này: trong một nửa thời gian một năm giao điểm, Mặt Trời nằm ở phía bắc so với xích đạo của Mặt Trăng (nhưng lên nhiều nhất 1,543°), và trong nửa còn lại, nó nằm ở phía nam xích đạo Mặt Trăng. Tất nhiên, hệ quả của những "mùa" này là không đáng kể so với khác biệt giữa ban ngày và ban đêm trên Mặt Trăng, do độ nghiêng xích đạo của Mặt Trăng quá nhỏ. Tại các cực của Mặt Trăng, thay vì ban ngày và ban đêm thông thường kéo dài khoảng 15 ngày Trái Đất, Mặt Trời sẽ "lên" trong vòng 173 ngày và sau đó sẽ "xuống" trong khoảng thời gian tương tự; Mặt Trời mọc và lặn tại các cực mất 18 ngày mỗi năm. "Lên" ở đây có nghĩa là tâm của đĩa Mặt Trời ở phía trên đường chân trời. Mặt Trời mọc và lặn trên các cực của Mặt Trăng xảy ra quanh thời gian của các thiên thực (nhật thực hay nguyệt thực). Ví dụ, vào lúc Nhật thực ngày 9 tháng 3 năm 2016, Mặt Trăng đang ở gần điểm nút xuống trên quỹ đạo của nó, và Mặt Trời đang ở gần điểm trên bầu trời nơi xích đạo của Mặt Trăng giao với hoàng đạo. Khi Mặt Trời tới điểm đó, tâm của đĩa Mặt Trời lặn ở cực bắc của Mặt Trăng và mọc ở cực nam của Mặt Trăng.
Trong khi Nhật thực ngày 1 tháng 9 cùng năm đó, Mặt Trăng đang ở gần điểm nút lên của quỹ đạo, và Mặt Trời đang ở gần điểm trên bầu trời nơi xích đạo của Mặt Trăng cắt hoàng đạo. Khi Mặt Trời tới điểm đó, tâm của đĩa Mặt Trời lặn ở cực bắc của Mặt Trăng và mọc ở cực nam của Mặt Trăng.

#### Độ nghiêng so với xích đạo và chu kỳ đình biến
Sau mỗi 18,6 năm, góc giữa quỹ đạo của Mặt Trăng và xích đạo của Trái Đất đạt tới giá trị lớn nhất 28°36′, bằng tổng của độ nghiêng xích đạo Trái Đất (23°27′) và độ nghiêng quỹ đạo của Mặt Trăng (5°09′) so với hoàng đạo. Giai đoạn này được gọi là kỳ Mặt Trăng tĩnh cực đại (major lunar standstill). Trong khoảng thời gian này, xích vĩ của Mặt Trăng sẽ biến thiên trong khoảng từ −28°36′ tới +28°36′. Ngược lại, 9,3 năm sau nữa, góc giữa quỹ đạo của Mặt Trăng và xích đạo Trái Đất hay biên độ xích vĩ đạt tới giá trị nhỏ nhất bằng 18°20′. Đây là một kỳ Mặt Trăng tĩnh cực tiểu (minor lunar standstill). Lưu ý rằng "đứng tĩnh" ở đây không có nghĩa là Mặt Trăng ngừng chuyển động, mà nói tới sự ngừng biến thiên tức thời trong xích vĩ của nó nên cách gọi phù hợp hơn là kỳ đình biến. Kỳ đình biến gần đây nhất là một cực tiểu vào tháng 10 năm 2015. Vào thời gian đó điểm nút xuống của quỹ đạo thẳng hàng với điểm xuân phân (điểm trên bầu trời với xích kinh và xích vĩ bằng 0). Các điểm nút tiến động về phía tây khoảng 19° mỗi năm. Mặt Trời đi qua một điểm nút cho trước khoảng sớm hơn 20 ngày mỗi năm. Một cách chặt chẽ hơn, kỳ đình biến của Mặt Trăng là một vị trí trong không gian đối với hướng của trục quay Trái Đất và sự quay của các điểm nút quỹ đạo của Mặt Trăng (tiến động điểm nút Mặt Trăng) với mỗi chu kỳ 18,6 năm.

### Khoảng cách quỹ đạo
Một giá trị bình quân theo thời gian của khoảng cách thay đổi giữa tâm của Mặt Trăng và Trái Đất là 385 001 km. Khoảng cách tức thời có thể tính được từ công thức khai triển chuỗi cho bởi Chapront and Chapront-Touzé:
{\displaystyle {\begin{alignedat}{3}{\frac {d}{\mathrm {km} }}=385000{,}5584&\ -\ &20905{,}3550&\cdot \cos(G_{M})\\&\ -\ &\ 3699{,}1109&\cdot \cos(2D-G_{M})\\&\ -\ &\ 2955{,}9676&\cdot \cos(2D)\\&\ -\ &\ \ 569{,}9251&\cdot \cos(2G_{M})\\&\ \pm \ &\dotsc &\end{alignedat}}}
Khi ta lấy bình quân theo biểu thức này, các số hạng chứa cosin bị triệt tiêu và giá trị bình quân được làm tròn là 385 001 km. (ở đây GM và D lần lượt là dị thường trung bình và ly giác trung bình của Mặt Trăng.)
Tuy nhiên, khoảng cách bình quân thường được cho là 384 400 km. Giá trị này được suy ra từ một tính toán khác. Thuyết Mặt Trăng của E.W. Brown không đưa ra khoảng cách tường minh theo kilômét mà thay vào đó đưa ra thị sai chân trời của Mặt Trăng:
{\displaystyle {\begin{alignedat}{3}\pi =0{,}9507245&\ +\ &0{,}0518128^{\circ }&\cdot \cos(G_{M})\\&\ +\ &0{,}0095303^{\circ }&\cdot \cos(2D-G_{M})\\&\ +\ &0{,}0078422^{\circ }&\cdot \cos(2D)\\&\ +\ &0{,}0008571^{\circ }&\cdot \cos(2D+G_{M})\\&\ \pm \ &\dots &\end{alignedat}}}
Nếu ta cũng lấy bình quân theo thời gian ở đây, chỉ có số hạng hằng số là không bị triệt tiêu, và thị sai Mặt Trăng trung bình là 0,950 724 5°. Nếu từ đây ta tính khoảng cách đến Mặt Trăng theo công thức:
{\displaystyle d^{\prime }={\frac {6378{,}14\ {\text{km}}}{\sin(\pi )}}}
kết quả thu được là 384 399 km, khi làm tròn sẽ bằng với giá trị thường được sử dụng.
Hai giá trị tính được nói trên không giống nhau bởi vì một giá trị là bình quân của chính khoảng cách và giá trị kia được lấy trên nghịch đảo của nó (dưới dạng thị sai), xem trung bình điều hòa.

#### Khoảng cách cực trị

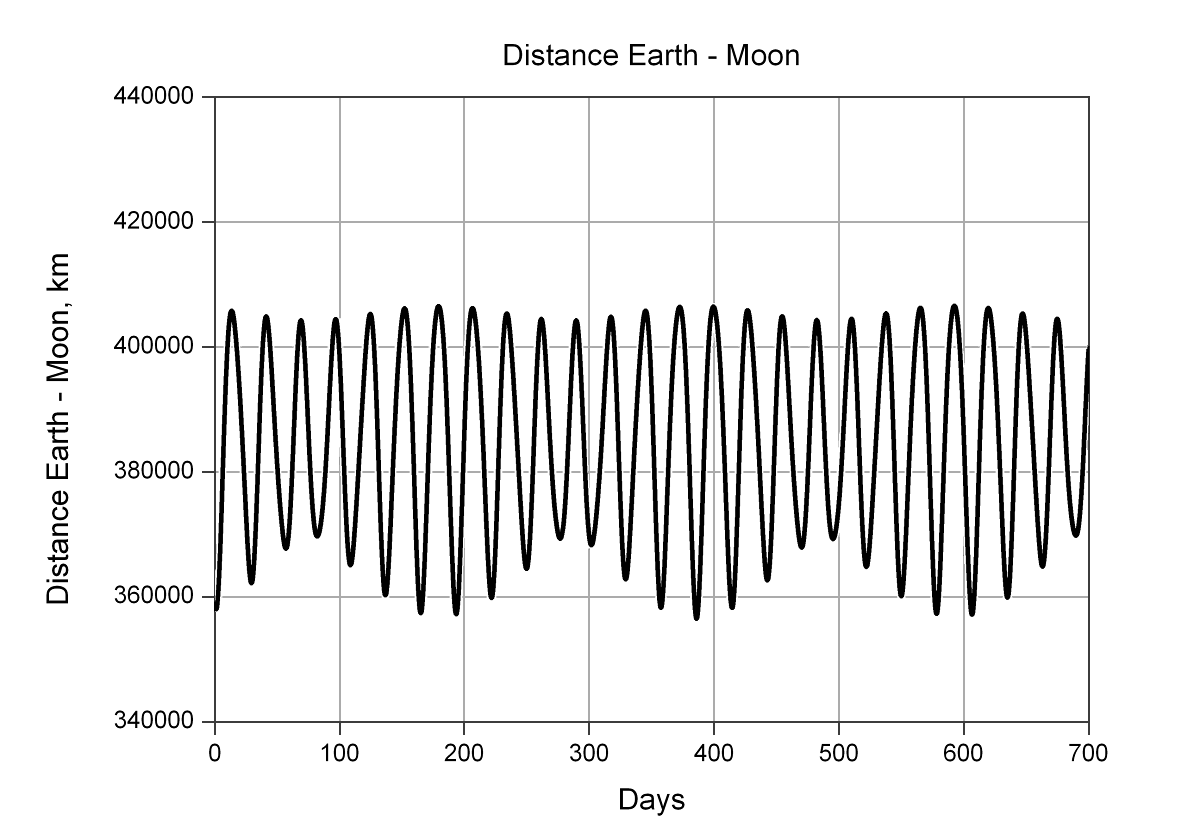
Các khoảng cách cận địa và viễn địa chịu những biến động mạnh.

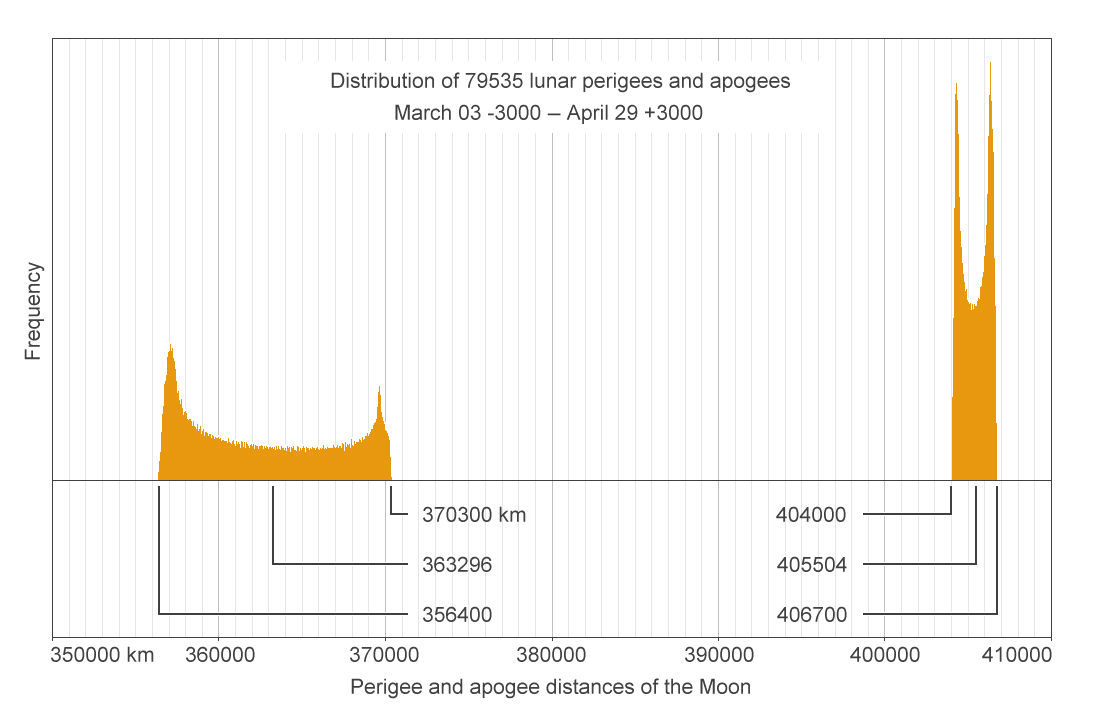
Phân bố tần suất của các khoảng cách cận địa và viễn địa

Nếu quỹ đạo của Mặt Trăng là một đường elip và không có nhiễu động, khoảng cách ở mỗi lần Mặt Trăng đi qua cận điểm hoặc viễn điểm sẽ luôn bằng nhau. Tuy nhiên, do độ lệch tâm của quỹ đạo chịu những biến thiên tuần hoàn, có những khoảng cách cực trị phụ thuộc vào mức độ mà một lần đi qua củng điểm quỹ đạo trùng với một độ lệch tâm cực lớn hay nhỏ. Độ lệch tâm đạt cực đại sau mỗi 206 ngày khi bán trục lớn của quỹ đạo Mặt Trăng quay hướng về Mặt Trời. Khi đó khoảng cách cận điểm là đặc biệt nhỏ và khoảng cách viễn điểm đặc biệt lớn. Nếu bán trục lớn vuông góc với hướng của Mặt Trời thì độ lệch tâm là cực tiểu và các khoảng cách tại các củng điểm có ít chênh lệch hơn. Ngoài ra, những biến thiên nói trên của quỹ đạo không phải luôn có cùng độ lớn và chịu ảnh hưởng của các dao động dài hạn. Do đó các khoảng cách cận địa và viễn địa có một sự phân bố phức tạp và không có một giá trị lớn nhất hay nhỏ nhất rõ ràng có thể xác định trong lịch sử quỹ đạo. Một khoảng cách càng đặc biệt lớn hoặc nhỏ, nó càng hiếm khi xảy ra, nhưng trên thực tế luôn tồn tại khả năng tìm thấy một giá trị cực độ hơn nếu tiếp tục tìm kiếm. Do đó, các tác giả khác nhau cũng đặt tên cho các giá trị cực trị được làm tròn khác nhau.
Bảng sau đây tóm tắt về sự phân bố của các khoảng cách xảy ra, với dữ liệu mô hình hóa từ năm 1500 TCN tới 8000 SCN:
|             | khoảng cách cận địa | khoảng cách viễn địa |
| ----------- | ------------------- | -------------------- |
| nhỏ nhất:   | 356 400km           | 404 000km            |
| trung bình: | 363 296km           | 405 504km            |
| lớn nhất:   | 370 300km           | 406 700km            |

Có thể thấy rằng các khoảng cách cận địa biến thiên rất nhiều hơn các khoảng cách viễn địa. Ngoài ra, một số giá trị cụ thể có thể xảy ra ngoài khoảng giới hạn làm tròn được ghi trong bảng:
- khoảng cách viễn địa lớn nhất: 406 719,97 km vào năm 2266
- khoảng cách cận địa nhỏ nhất: 356 352,93 km vào năm 1054 TCN.

#### Chu vi quỹ đạo
Chu vi hay độ dài đường quỹ đạo của Mặt Trăng chỉ có thể được ước tính bằng các công thức xấp xỉ chu vi elip. Chẳng hạn, một công thức cho bởi Ramanujan:
{\displaystyle U\approx \pi (a+b)\left(1+{\frac {3\lambda ^{2}}{10+{\sqrt {4-3\lambda ^{2}}}}}\right)\;{\text{với}}\;\lambda ={\frac {a-b}{a+b}}}
trong đó a, b lần lượt là các bán trục lớn và bé của quỹ đạo. Thay vào các giá trị bán trục đo được ở trên ta được chu vi bằng 2 413 371,845 km.

#### Mô hình tỉ lệ

Mô hình tỉ lệ của hệ Trái Đất–Mặt Trăng: Kích thước và khoảng cách vẽ theo tỉ lệ. Nó thể hiện khoảng cách trung bình của quỹ đạo và bán kính trung bình của hai thiên thể.

## Lịch sử quan sát và đo đạc

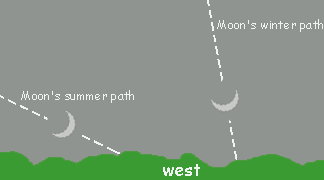
Đường chuyển động biểu kiến của Mặt Trăng trên bầu trời nhìn từ Trái Đất trong mỗi đêm trông giống một hình elip rộng, mặc dù đường chuyển động phụ thuộc vào thời gian trong năm, vị trí các điểm nút và vĩ độ.

Khoảng năm 1000 TCN, người Babylon là nền văn minh đầu tiên của con người được biết là đã giữ một hồ sơ nhất quán về các lần quan sát Mặt Trăng. Những viên đất sét từ thời kỳ đó, đã được tìm thấy trên lãnh thổ của Iraq ngày nay, được ghi bằng văn bản chữ nêm ghi lại thời gian và ngày tháng của những lần trăng mọc và trăng lặn, những ngôi sao mà Mặt Trăng đi ngang qua, và chênh lệch thời gian giữa các lần mọc và lặn của cả Mặt Trời và Mặt Trăng vào khoảng thời gian trăng tròn. Thiên văn học Babylon phát hiện ra ba chu kỳ chính của chuyển động của Mặt Trăng và sử dụng phân tích dữ liệu để xây dựng các lịch âm mở rộng trong tương lai. Việc sử dụng các quan sát có hệ thống, chi tiết để đưa ra các dự đoán dựa trên dữ liệu thực nghiệm có thể được phân loại là nghiên cứu khoa học đầu tiên trong lịch sử nhân loại. Tuy nhiên, người Babylon dường như đã thiếu bất kỳ cách giải thích hình học hoặc vật lý nào về dữ liệu của họ, và họ không thể dự đoán được những nguyệt thực trong tương lai (mặc dù "cảnh báo" đã được ban hành trước thời gian có thể có nguyệt thực).
Các nhà thiên văn Hy Lạp cổ đại là những người đầu tiên giới thiệu và phân tích các mô hình toán học về sự chuyển động của các thiên thể trên bầu trời. Ptolemy đã mô tả chuyển động của Mặt Trăng, sử dụng một mô hình hình học gồm các đường tròn phụ và độ xuất sai.
Sir Isaac Newton là người đầu tiên phát triển một lý thuyết chuyển động đầy đủ hay cơ học. Những quan sát về chuyển động của Mặt Trăng chính là những thực nghiệm chính cho lý thuyết của ông. Năm 1693, Giovanni Domenico Cassini đã thiết lập ba định luật về các chuyển động và tiến động chủ yếu của Mặt Trăng.

## Các chu kỳ Mặt Trăng
| Tên gọi         | Giá trị (ngày) | Định nghĩa chu kỳ                                                                              |
| --------------- | -------------- | ---------------------------------------------------------------------------------------------- |
| Tháng thiên văn | 27,321662      | so với các ngôi sao cố định (13,36874634 vòng mỗi năm quanh Mặt Trời)                          |
| Tháng giao hội  | 29,530589      | so với Mặt Trời (đặc trưng cho các pha của Mặt Trăng; 12,36874634 vòng mỗi năm quanh Mặt Trời) |
| Tháng chí tuyến | 27,321582      | so với điểm xuân phân (tiến động trong ~26 000 năm)                                            |
| Tháng cận điểm  | 27,554550      | so với cận điểm (tiến động trong 3232,6054 ngày = 8,850578 năm)                                |
| Tháng giao điểm | 27,212221      | so với điểm nút lên (tiến động trong 6793,4765 ngày = 18,5996 năm)                             |

Sơ đồ các pha của Mặt Trăng (chu kỳ một tháng giao hội): Trái Đất nằm ở trung tâm và Mặt Trăng quay xung quanh trên quỹ đạo.

Có một vài chu kỳ khác nhau được định nghĩa đối với quỹ đạo của Mặt Trăng. Tháng thiên văn là thời gian để Mặt Trăng hoàn thành một vòng quỹ đạo quanh Trái Đất trong hệ quy chiếu của các ngôi sao cố định, và xấp xỉ bằng 27,32 ngày. Tháng giao hội là thời gian giữa hai pha nhìn thấy giống nhau của Mặt Trăng. Khoảng thời gian này biến thiên đáng kể trong suốt một năm, nhưng có giá trị trung bình xấp xỉ 29,53 ngày. Chu kỳ giao hội dài hơn chu kỳ thiên văn bởi vì hệ Trái Đất–Mặt Trăng cũng chuyển động theo quỹ đạo quanh Mặt Trời trong mỗi tháng thiên văn, do đó cần một chu kỳ dài hơn để vị trí tương đối giữa Trái Đất, Mặt Trời, và Mặt Trăng được lặp lại. Tháng cận điểm là thời gian giữa hai lần Mặt Trăng đi qua điểm cận địa và xấp xỉ bằng 27,55 ngày; nó gắn với biến thiên khoảng cách Trái Đất–Mặt Trăng, thứ quyết định độ lớn của lực gây thủy triều của Mặt Trăng.
Tháng giao điểm là thời gian để Mặt Trăng trở về điểm nút lên trên quỹ đạo. Thời gian giữa hai lần Mặt Trăng đi qua cùng một kinh độ hoàng đạo được gọi là tháng chí tuyến. Các chu kỳ này chênh lệch một ít so với tháng thiên văn.
Do nhật thực và nguyệt thực chỉ có thể xảy ra khi Mặt Trăng ở gần một điểm nút quỹ đạo, luôn có một số nguyên tháng giao điểm giữa hai lần thiên thực mà Mặt Trăng ở cùng một điểm nút. Giữa hai lần thiên thực bất kỳ luôn có một số nguyên lần nửa tháng giao điểm.
Thời gian trung bình của một tháng lịch (bằng {\displaystyle {\tfrac {1}{12}}} của một năm) là khoảng 30,4 ngày. Đây không phải là một chu kỳ của Mặt Trăng, tuy rằng tháng lịch có liên hệ lịch sử đến pha Mặt Trăng trông thấy.

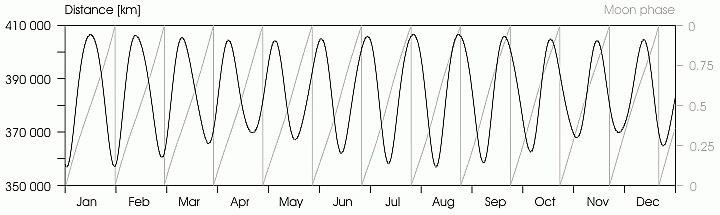
Biến thiên khoảng cách từ Mặt Trăng tới Trái Đất và các pha Mặt Trăng trong năm 2014.
Quy ước pha Mặt Trăng: 0 (1)—trăng non, 0.25—bán nguyệt đầu tháng, 0.5—trăng tròn, 0.75—bán nguyệt cuối tháng

Các giá trị chu kỳ trong bảng trên chỉ là các giá trị trung bình. Do chuyển động của cả Trái Đất và Mặt Trăng là không đều trên quỹ đạo elip của chúng, thời gian của các tháng trên thực tế có thể chênh lệch ít nhiều so với trung bình. Ví dụ, thời gian của một tháng giao hội cho trước có thể lên tới dài hơn 7 giờ hoặc ngắn hơn 6 giờ so với tháng giao hội trung bình. Ngoài ra, thời gian trung bình của tháng có sự lệch chậm do những biến thiên dài hạn trong quỹ đạo của Trái Đất và của Mặt Trăng. Thời gian trung bình chính xác của một tháng giao hội, chẳng hạn, có thể được tính bởi công thức:
Msyn = 29,5305888531d + 0,00000021621 T − 3,64·10−10 T2
trong đó T là số thế kỷ Julian kể từ kỷ nguyên tiêu chuẩn J2000.0.
Một chu kỳ gồm 223 tháng giao hội và 242 tháng giao điểm là một bội nguyên. Do đó sau khoảng thời gian này, Mặt Trăng quay trở về cùng pha và cùng điểm nút. Đây cũng là điều kiện tương đương để một nhật thực hoặc nguyệt thực lặp lại: sau 223 tháng giao hội kể từ một thiên thực cho trước, một thiên thực tương tự sẽ xảy ra. Chu kỳ 18 năm 10 1/3 ngày (hoặc 11 1/3 ngày, tùy theo số năm nhuận được tính) này được gọi là chu kỳ Saros hay chu kỳ thiên thực. Bởi vì một Saros cũng chứa gần chính xác 239 tháng cận điểm, Mặt Trăng cũng lặp lại khoảng cách tới Trái Đất và độ chênh lệch lớn (phụ thuộc vào dị thường), do đó thiên thực tiếp theo cũng cực kỳ giống hệt thiên thực trước.

## Chuyển động biểu kiến của Mặt Trăng
Trong hệ quy chiếu gắn với người quan sát đứng trên bề mặt của Trái Đất quay, Mặt Trăng giống như mọi thiên thể khác đều thực hiện chuyển động hàng ngày hay nhật động. Chuyển động biểu kiến này được gây ra bởi sự tự quay của Trái Đất và khiến cho các thiên thể mọc trên chân trời phía đông và lặn về phía tây. Tốc độ biểu kiến là 360°/24 = 15° mỗi giờ, bằng 30 lần đường kính biểu kiến của Mặt Trăng. Tuy nhiên, chuyển động thực tế của Mặt Trăng quanh Trái Đất trên quỹ đạo theo chiều ngược lại. Một người quan sát để ý kỹ có thể dễ dàng nhận thấy điều này: ví dụ nếu Mặt Trăng ở gần một ngôi sao nào đó tại một thời điểm thì một giờ sau nó sẽ di chuyển về phía đông một góc bằng một lần đường kính Mặt Trăng so với ngôi sao này. Sau 24 tiếng đồng hồ hay một ngày, khoảng cách góc này là 13° và cứ sau mỗi ngày nó được cộng thêm cho đến khi bằng 360° sau một thời gian bằng hơn 27 ngày, hay một tháng thiên văn, hoàn thành một vòng so với nền sao cố định.
Quỹ đạo Mặt Trăng biểu kiến trên mặt đất sai khác với quỹ đạo Mặt Trăng địa tâm do thị sai: Người quan sát càng xa so với đường nối giữa tâm Trái Đất và tâm Mặt Trăng, vị trí của Mặt Trăng càng lệch so với vị trí quan sát được từ đường này.
So với những ngôi sao cố định, Mặt Trăng hoàn thành một vòng quanh bầu trời sau một chu kỳ thiên văn 27,3 ngày, tức là trung bình khoảng 13,2° mỗi ngày. Chuyển động biểu kiến hàng ngày của nền sao (15°/giờ) theo chiều ngược lại vượt qua khoảng cách góc này trong gần 50 phút. Do đó, đỉnh điểm cao nhất trong ngày của Mặt Trăng sẽ muộn hơn so với ngày hôm trước một khoảng thời gian trung bình tương ứng. Thời gian trăng mọc và lặn cũng có sự trễ tương tự sau mỗi ngày (bỏ qua ảnh hưởng thị sai và khúc xạ); trung bình Mặt Trăng mọc và lặn muộn hơn một giờ đồng hồ mỗi ngày so với ngày hôm trước. Do đó, biết pha của Mặt Trăng có thể xác định gần đúng thời gian nó mọc và lặn: trăng non mọc vào buổi sáng cùng lúc với Mặt Trời, trăng bán nguyệt đầu tháng mọc vào khoảng giữa trưa, trăng tròn mọc khi Mặt Trời lặn vào chiều tối, và trăng bán nguyệt cuối tháng mọc vào khoảng nửa đêm.
Do Mặt Trăng luôn dao động quanh gần hoàng đạo nghiêng so với xích đạo, nó vạch ra một đường chuyển động biểu kiến thiên cầu khá gần với hoàng đạo, nhưng hoàn thành một vòng sau một tháng thay vì một năm. Trăng tròn, pha dễ nhận thấy nhất của Mặt Trăng, luôn đối diện với Mặt Trời trên bầu trời, tức là nó sẽ ở phía nam so với xích đạo khi Mặt Trời đang ở phía bắc (mùa hè ở Bắc Bán cầu) và ngược lại (mùa đông). Do đó, trăng tròn lên thấp hơn trên bầu trời vào mùa hè và lên cao hơn vào mùa đông. Đối với trăng bán nguyệt đầu tháng, nó lên cao hơn vào mùa xuân và thấp hơn vào mùa thu, v.v...
Ngoài ra, nếu xích vĩ của Mặt Trăng đạt giá trị lớn nhất có thể ±28,5°, các nơi trăng mọc và trăng lặn sẽ cách nhau rất xa trên đường chân trời, trăng tròn vào mùa đông có thể lên cực kỳ cao, trong khi vào mùa hè nó có thể lên cực kỳ thấp. Ngược lại, sau đó 9,3 năm khi Mặt Trăng đạt xích vĩ nhỏ nhất ±18,5°, dải mọc và lặn trên chân trời của nó là hẹp nhất.

### Biến thiên xích vĩ
Một kỳ đình biến hay nguyệt chí là khi Mặt Trăng đạt tới điểm xa nhất về phía bắc hoặc nam trong khoảng thời gian hàng tháng (cụ thể là thời gian tháng giao điểm khoảng 27,2 ngày). Xích vĩ (một tọa độ thiên văn định nghĩa là góc của thiên thể so với xích đạo thiên cầu, tương tự với vĩ độ địa lý) tại một kỳ đình biến hàng tháng của Mặt Trăng biến thiên theo một chu kỳ 18,6 năm giữa các giá trị cực điểm 18,134° và 28,725° (bắc hoặc nam), do tiến động điểm nút của Mặt Trăng.
Trong một chu kỳ giao điểm hàng tháng, xích vĩ của Mặt Trăng biến thiên tuần hoàn từ một giá trị dương tới một giá trị âm và trở lại trong thời gian hai tuần. Do đó trong dưới một tháng, góc cao của Mặt Trăng khi nó tiếp xúc với kinh tuyến trên thiên thể có thể thay đổi từ trên cao trên bầu trời xuống thấp hơn gần chân trời, và trở lại. Điều này tương tự sự biến thiên xích vĩ của Mặt Trời với biên độ ±23,4° gây ra các mùa của Trái Đất trong một năm. Tuy nhiên, biên độ dao động xích vĩ của Mặt Trăng không cố định mà cũng biến thiên theo chu kỳ tiến động 18,6 năm.
- Một kỳ đình biến cực đại (lớn) xảy ra khi xích vĩ của Mặt Trăng đạt biên độ hàng tháng lớn nhất trong một chu kỳ tiến động điểm nút và ngừng biến thiên tại 28,725° bắc hoặc nam. Khi đó điểm nút lên của quỹ đạo Mặt Trăng trùng với điểm xuân phân và điểm nút xuống trùng với điểm thu phân. Một cách tương đương, một mùa thiên thực gần điểm xuân phân có nhật thực và nguyệt thực thuộc một saros số lẻ, trong khi đó một mùa thiên thực khác gần điểm thu phân có nhật thực và nguyệt thực thuộc một saros số chẵn.
- Một kỳ đình biến cực tiểu (nhỏ) xảy ra khi xích vĩ của Mặt Trăng đạt biên độ hàng tháng nhỏ nhất và ngừng biến thiên tại 18,134° bắc hoặc nam. Khi đó điểm nút lên của quỹ đạo Mặt Trăng trùng với điểm thu phân và điểm nút xuống trùng với điểm xuân phân. Mùa thiên thực gần điểm xuân phân có nhật thực và nguyệt thực thuộc saros số chẵn, trong khi đó mùa thiên thực gần điểm thu phân có nhật thực và nguyệt thực thuộc một saros số lẻ.
- Ngoài ra, kỳ đình biến đều cũng được định nghĩa là giai đoạn chính giữa, khi biên độ xích vĩ hàng tháng của Mặt Trăng có giá trị bằng 23,436° hay bằng độ nghiêng giữa xích đạo Trái Đất và hoàng đạo. Khi đó các điểm nút của quỹ đạo Mặt Trăng (và do đó, các mùa thiên thực) trùng với các điểm chí. Nếu điểm nút lên của Mặt Trăng trùng với điểm hạ chí và điểm nút xuống trùng với điểm đông chí, ta có kỳ đình biến đều tăng, và trường hợp ngược lại gọi là kỳ đình biến đều giảm.

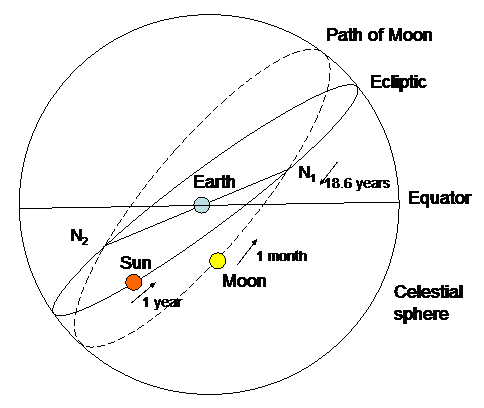
Đường chuyển động biểu kiến của Mặt Trời và Mặt Trăng trên thiên cầu (các góc được phóng đại để thấy rõ hơn).

Trong suốt thời gian một tháng giao điểm, khi Mặt Trăng quay xung quanh Trái Đất, xích vĩ của nó dao động từ –m° tới +m°, trong đó m là một số trong khoảng (e – i) ≤ m ≤ (e + i).

Mặt Trăng khác biệt so với phần lớn vệ tinh tự nhiên quanh các hành tinh khác ở chỗ nó dao động gần mặt phẳng hoàng đạo thay vì mặt phẳng xích đạo của Trái Đất. Xích vĩ cực đại và cực tiểu của Mặt Trăng biến thiên bởi góc nghiêng 5,14° của mặt phẳng quỹ đạo của Mặt Trăng so với hoàng đạo, và hướng không gian của độ nghiêng này dần dần thay đổi trong một chu kỳ 18,6 năm, góc này sẽ được cộng thêm hay trừ đi vào độ nghiêng trục quay 23,5° của Trái Đất. Do đó, biên độ xích vĩ của Mặt Trăng biến thiên trong khoảng (23,5° − 5° =) 18,5° tới (23,5° + 5° =) 28,5° sau một chu kỳ tiến động. Trong một kỳ đình biến cực tiểu, xích vĩ hàng tháng của Mặt Trăng sẽ biến thiên từ +18,5° đến −18,5° trong phạm vi 37°. Sau đó 9,3 năm, trong kỳ đình biến cực đại, xích vĩ hàng tháng sẽ biến thiên từ +28,5° đến −28,5° trong phạm vi 57°, đủ để đưa độ cao của Mặt Trăng tại đỉnh điểm từ rất cao xuống rất thấp chỉ sau hai tuần (nửa quỹ đạo).
Trong hình bên: Mặt Trời luôn được thấy nằm trên thiên cầu trên hoàng đạo, xích đạo của Trái Đất (đường nằm ngang) luôn nghiêng so với hoàng đạo một góc e = 23,5°; xích đạo giao với hoàng đạo tại hai điểm phân (không được ký hiệu trên hình). Quỹ đạo của Mặt Trăng quanh Trái Đất (đường nét đứt) luôn nghiêng so với hoàng đạo một góc i = 5,14°. Hai điểm nút lên và xuống (và là các điểm thiên thực) là những nơi quỹ đạo Mặt Trăng giao cắt với hoàng đạo và được ký hiệu tương ứng "N1" và "N2". Các điểm nút này quay tiến động trên hoàng đạo (ngược với chiều quỹ đạo của Mặt Trăng) với chu kỳ 18,59992 năm. Đường thẳng nối hai điểm nút được gọi là đường điểm nút hay tiết tuyến.
Xích đạo và những đường chuyển động biểu kiến này đều là những đường tròn lớn trên thiên cầu và những điểm giao cắt của chúng thường không trùng nhau, trừ trường hợp đình biến cực đại và cực tiểu. Chú ý rằng khi đường điểm nút của Mặt Trăng (N1 & N2) quay thêm một chút so với vị trí được minh họa, khi đó (nhìn từ trước vào sau, N1, Trái Đất, và N2 dường như là cùng một điểm) quỹ đạo của Mặt Trăng sẽ hợp với xích đạo Trái Đất một góc cao nhất, và sau 9,3 năm (nhìn từ trước vào sau, N2, Trái Đất, N1 dường như cùng một điểm) góc này sẽ là thấp nhất: độ nghiêng 5,14° của quỹ đạo Mặt Trăng sẽ cộng thêm (đình biến cực đại) hoặc trừ đi (đình biến cực tiểu) vào độ nghiêng của trục quay Trái Đất (23,44°).

### Vị trí cực điểm
Tại một kỳ đình biến cực đại, phạm vi xích vĩ của Mặt Trăng, và theo đó là phạm vi góc phương vị của nó khi mọc và lặn, đạt giá trị lớn nhất. Do đó, khi quan sát từ các vĩ độ trung, góc cao của Mặt Trăng tại đỉnh điểm trên (một thời điểm hàng ngày khi mà một thiên thể được trông thấy tiếp xúc với kinh tuyến thiên thể của người quan sát) biến thiên trong suốt hai tuần từ giá trị lớn nhất có thể tới giá trị nhỏ nhất có thể bên dưới đường chân trời, tại hướng bắc hoặc nam, tùy thuộc vào bán cầu địa lý của người quan sát. Tương tự, góc phương vị của Mặt Trăng khi mọc cũng biến thiên từ đông bắc tới đông nam, và khi lặn biến thiên từ tây bắc tới tây nam. Trong thời gian một năm Mặt Trăng tĩnh cực đại, nhật thực xảy ra vào tháng 3 tại điểm nút lên và vào tháng 9 tại điểm nút xuống, trong khi đó nguyệt thực xảy ra tại điểm nút xuống vào tháng 3 và tại điểm nút lên vào tháng 9. Trong một năm Mặt Trăng tĩnh cực tiểu, tình huống ngược lại sẽ xảy ra.
Kỳ đình biến cực tiểu gần đây nhất là vào tháng 10 năm 2015, trong khi kỳ đình biến cực đại gần nhất là vào tháng 6 năm 2006, và kế tiếp sẽ vào tháng 4 năm 2025.
|            | Dải hẹp nhất | Dải hẹp nhất | Dải rộng nhất | Dải rộng nhất |
| Nguyệt chí | Trăng mọc    | Trăng lặn    | Trăng mọc     | Trăng lặn     |
| ---------- | ------------ | ------------ | ------------- | ------------- |
| cực đại    | 124°         | 236°         | 56°           | 304°          |
| đều        | 135°         | 225°         | 45°           | 315°          |
| cực tiểu   | 148°         | 212°         | 32°           | 328°          |

Khi độ nghiêng quỹ đạo của Mặt Trăng so với xích đạo Trái Đất ở giá trị nhỏ nhất 18°20′, tâm của đĩa Mặt Trăng sẽ hàng ngày mọc phía trên đường chân trời tại các vĩ độ thấp hơn 70°43' (90° − 18°20' – 57' thị sai) vĩ bắc hoặc nam. Khi độ nghiêng đạt giá trị lớn nhất 28°36', tâm của đĩa Mặt Trăng sẽ hàng ngày mọc phía trên đường chân trời chỉ tại các vĩ độ thấp hơn 60°27' (90° − 28°36' – 57' thị sai) vĩ bắc hoặc nam. Tương tự các vĩ độ hạ điểm Mặt Trời, Mặt Trăng có khả năng được trông thấy ở trên thiên đỉnh tại các địa điểm giữa vĩ tuyến 28°36′ bắc và 28°36′ nam, tuy nhiên nó chỉ chắc chắn sẽ lên thiên đỉnh hàng tháng trong dải giữa vĩ tuyến 18°20′ bắc và nam. Tại vĩ độ giới hạn cực đại 28°36′ bắc hoặc nam, hai lần lên thiên đỉnh liên tiếp của Mặt Trăng cách nhau lên tới 18,6 năm.
Tại các vĩ độ cao hơn, sẽ có một khoảng thời gian ít nhất một ngày mỗi tháng mà Mặt Trăng không mọc, nhưng cũng sẽ có một khoảng thời gian ít nhất một ngày mỗi tháng mà Mặt Trăng không lặn. Điều này tương tự với chuyển động của Mặt Trời theo mùa tại các điểm chí, nhưng với chu kỳ giao điểm 27,2 ngày thay vì một năm 365 ngày. Lưu ý rằng một điểm trên đĩa Mặt Trăng thực ra có thể được trông thấy khi nó ở khoảng 34 phút cung bên dưới đường chân trời, do sự khúc xạ khí quyển.
Do độ nghiêng của quỹ đạo Mặt Trăng so với xích đạo của Trái Đất, Mặt Trăng ở phía trên đường chân trời tại Bắc Cực và Nam Cực trong suốt gần hai tuần mỗi tháng, mặc dù Mặt Trời có thể ở dưới đường chân trời suốt sáu tháng tại một thời điểm. Khoảng thời gian giữa hai lần trăng mọc tại các cực là một tháng chí tuyến, xấp xỉ 27,3 ngày, khá gần với một chu kỳ thiên văn. Khi Mặt Trời ở thấp nhất dưới đường chân trời vào ngày đông chí, Mặt Trăng sẽ ở pha tròn khi nó ở cao nhất. Ánh sáng phản chiếu của Mặt Trăng được sử dụng bởi các động vật phù du ở vùng Bắc cực vào những khi Mặt Trời ở dưới đường chân trời trong vài tháng và có thể giúp ích cho các động vật sinh sống ở các vùng Bắc cực và Nam cực khi khí hậu ấm hơn.
Trong một kỳ đình biến cực tiểu, lực thủy triều tăng nhẹ ở một số địa điểm, dẫn đến tăng biên độ thủy triều và lũ lụt triều với chu kỳ 18,6 năm.
Trong kỷ nguyên hiện tại, nguyệt chí hàng tháng phía bắc xảy ra khi Mặt Trăng ở trong chòm Kim Ngưu, phía bắc chòm Lạp Hộ, chòm Song Tử, hoặc đôi khi tại phần xa nhất phía nam của chòm Ngự Phu (khi xảy ra một kỳ đình biến cực đại). Nguyệt chí hàng tháng phía nam xảy ra khi Mặt Trăng nằm trong chòm Nhân Mã hoặc Xà Phu. Tương tự các điểm chí của Mặt Trời, do tiến động của trục quay Trái Đất, những điểm xa nhất về phía bắc và nam của Mặt Trăng trên bầu trời dịch chuyển về phía tây, và khoảng 13 000 năm sau nguyệt chí phía bắc sẽ xảy ra trong chòm Nhân Mã và Xà Phu và nguyệt chí phía nam sẽ xảy ra gần chòm Song Tử.

Tương tác hấp dẫn của Mặt Trời đối với Mặt Trăng là một ảnh hưởng phức tạp khác, bởi nó kéo Mặt Trăng về phía mặt phẳng hoàng đạo, gây ra một sự dao động nhỏ khoảng 9 phút cung trong thời gian 6 tháng. Năm 2006, kết quả là, mặc dù kỳ đình biến cực đại 18,6 năm xảy ra vào tháng 6, xích vĩ cực đại của Mặt Trăng đã không xảy ra vào tháng 6 mà vào tháng 9.

Một cảnh trăng mọc buổi sáng sớm ở Hoang mạc Mojave, California (tháng 2 năm 2016)

Do Mặt Trăng khá gần với Trái Đất, thị sai Mặt Trăng có thể gây biến đổi xích vĩ khi quan sát trên bề mặt Trái Đất tới 0.95° so với xích vĩ từ tâm Trái Đất. Độ lớn của thị sai này biến thiên theo vĩ độ, do đó cực đại của mỗi chu kỳ đình biến cũng biến thiên theo địa điểm quan sát. Sự khúc xạ khí quyển, tức là sự lệch của ánh sáng từ Mặt Trăng khi nó truyền qua khí quyển Trái Đất, cũng làm biến đổi xích vĩ biểu kiến của Mặt Trăng, hiệu ứng này mạnh hơn ở các góc cao thấp, nơi mà khí quyển là dày hơn (sâu hơn).
Không phải tất cả các cực đại đều có thể quan sát được từ mọi nơi trên thế giới – Mặt Trăng có thể ở dưới chân trời tại một địa điểm quan sát cụ thể khi cực đại, và khi nó mọc thì xích vĩ của nó có thể nhỏ hơn một cực đại trông thấy vào một ngày khác.
Những thời gian của các kỳ Mặt Trăng tĩnh dường như đã có một tầm quan trọng đặc biệt đối với các nền văn minh thời đại đồ đồng, những dân tộc đã xây dựng các công trình cự thạch đồ sộ ở Anh và Ireland. Nó cũng có tầm quan trọng đối với một số tín ngưỡng pagan hiện đại. Những bằng chứng cũng tồn tại cho thấy rằng sự sắp xếp thẳng hàng với hướng trăng mọc hay lặn vào các ngày Mặt Trăng đình biến có thể được tìm thấy tại những khu di tích của các văn hóa cổ khác, chẳng hạn tại Chimney Rock ở Colorado và Hopewell Sites ở Ohio.

## Tiêu tán thủy triều và tiến hóa thủy triều
Tương tác hấp dẫn mà Mặt Trăng tác dụng lên Trái Đất là nguyên nhân của thủy triều ở cả trên đại dương và Trái Đất rắn; Mặt Trời có ảnh hưởng thủy triều nhỏ hơn. Trái Đất rắn phản ứng nhanh chóng tới bất kỳ thay đổi trong lực thủy triều, và sự biến dạng có hình dạng một khối ellipsoid với những điểm nhô lên ở gần những nơi nằm ngay dưới Mặt Trăng và phía đối diện ở trên Trái Đất. Sự biến dạng này là kết quả của tốc độ cao của sóng địa chấn bên trong phần Trái Đất rắn.
Tuy nhiên tốc độ của sóng địa chấn không phải là vô hạn, và cùng với tác động của sự mất năng lượng bên trong Trái Đất, điều này gây ra một độ trễ nhỏ giữa quá trình truyền của lực cực đại gây bởi Mặt Trăng đi ngang qua và thủy triều cực đại của Trái Đất rắn. Ngoài ra, do Trái Đất quay nhanh hơn tốc độ di chuyển trên quỹ đạo của Mặt Trăng, góc lệch nhỏ này tạo ra một mômen lực hấp dẫn làm chậm sự tự quay của Trái Đất và tăng tốc độ của Mặt Trăng trên quỹ đạo.
Trong trường hợp thủy triều đại dương, tốc độ sóng thủy triều đại dương lại chậm hơn rất nhiều so với tốc độ của lực thủy triều Mặt Trăng. Do điều này, đại dương không bao giờ tới gần cân bằng với lực thủy triều. Thay vào đó, lực thủy triều gây ra các sóng đại dương dài lan truyền quanh các bồn trũng đại dương cho đến khi cuối cùng mất năng lượng thông qua nhiễu động, ở sâu dưới đáy đại dương hoặc trên thềm lục địa nông.
Mặc dù phản ứng của đại dương là phức tạp hơn của Trái Đất rắn, có thể phân tích triều đại dương thành một số hạng nhỏ mô tả sự phình ellipsoid gây ảnh hưởng lên Mặt Trăng, cộng với một số hạng thứ hai không có ảnh hưởng. Thành phần ellipsoid của đại dương cũng làm chậm Trái Đất quay và tăng tốc độ của Mặt Trăng, nhưng bởi vì đại dương tiêu tán rất nhiều năng lượng thủy triều, triều đại dương hiện tại có ảnh hưởng với cấp độ lớn hơn nhiều so với triều Trái Đất rắn.
Do tác động của mômen lực thủy triều gây ra bởi các hình dạng phình ellipsoid, một phần của mômen động lượng tự quay của Trái Đất đang dần dần bị chuyển hóa vào chuyển động quay của hệ Trái Đất–Mặt Trăng quanh khối tâm của chúng, gọi là khối tâm hệ thiên thể (xem gia tốc thủy triều).
Sự tăng nhỏ này trong mômen động lượng quỹ đạo khiến cho khoảng cách Trái Đất–Mặt Trăng tăng với tốc độ xấp xỉ 38 milimét mỗi năm. Sự bảo toàn mômen động lượng của hệ có nghĩa là sự tự quay quanh trục của Trái Đất đang ngày càng chậm lại, và bởi lý do này độ dài thời gian một ngày của nó tăng thêm xấp xỉ 24 micro giây mỗi năm (không tính tái khối hậu băng hà). Những con số này chỉ hợp lý đối với sự sắp xếp hiện tại của các lục địa. Các mẫu hóa thạch biển và mẫu đá biến nhịp thủy triều từ 620 triệu năm trước cho thấy rằng, trong khoảng hàng trăm triệu năm, Mặt Trăng rời xa dần với tốc độ trung bình 22 mm (0,87 in) mỗi năm (2200 km hay 0.56% khoảng cách Trái Đất–Mặt Trăng hiện tại trên một trăm triệu năm) và thời gian một ngày kéo dài ra với tốc độ trung bình 12 giây mỗi năm (hay 20 phút trên một trăm triệu năm), những tốc độ này bằng khoảng một nửa giá trị hiện tại.
Tốc độ cao ở hiện tại có thể do sự gần cộng hưởng giữa các tần số tự nhiên của đại dương và tần số thủy triều. Một giải thích khác là trong quá khứ Trái Đất quay nhanh hơn rất nhiều, một ngày có thể chỉ kéo dài 9 giờ trên Trái Đất thời cổ. Sóng thủy triều sinh ra trong đại dương có thể đã ngắn hơn rất nhiều và có thể khó hơn để tác dụng thủy triều bước sóng dài kích thích những thủy triều bước sóng ngắn.
Mặt Trăng đang ngày càng rời xa Trái Đất tới một quỹ đạo xa hơn và với tốc độ nhanh hơn, và các tính toán cho thấy rằng điều này sẽ tiếp diễn trong khoảng 50 tỉ năm nữa (lâu hơn tuổi thọ ước tính của hệ Mặt Trời). Đến thời điểm đó, hệ Mặt Trăng và Trái Đất sẽ ở trạng thái cộng hưởng tương hỗ quay–quỹ đạo hay khóa thủy triều hoàn toàn, trong đó Mặt Trăng sẽ quay quanh Trái Đất trong khoảng 47 ngày (so với hiện tại 27 ngày), và cả Mặt Trăng và Trái Đất sẽ tự quay quanh trục của chúng cũng trong khoảng thời gian đó, luôn đối diện nhau cùng một phía. Điều này đã xảy ra với Mặt Trăng—một mặt của nó luôn hướng về phía Trái Đất—và cũng đang dần dần xảy ra với Trái Đất. Tuy nhiên, sự chậm lại của sự tự quay của Trái Đất không xảy ra đủ nhanh để thậm chí có thể kéo dài chu kỳ quay tới một tháng trước khi những sự kiện khác thay đổi tình thế: xấp xỉ sau khoảng 2,3 tỉ năm kể từ bây giờ, sự tăng bức xạ của Mặt Trời sẽ làm cho các đại dương trên Trái Đất bị bốc hơi, loại bỏ phần lớn ma sát và gia tốc thủy triều.

## Hiện tượng bình động

Hoạt ảnh Mặt Trăng khi nó trải qua một chu kỳ pha. Sự đung đưa biểu kiến của Mặt Trăng được gọi là bình động.

Mặt Trăng đang ở trạng thái quay đồng bộ, nghĩa là nó lúc nào cũng hướng một mặt về phía Trái Đất. Tuy nhiên điều này chỉ đúng trên bình quân bởi vì quỹ đạo của Mặt Trăng có một độ lệch tâm xác định. Do đó vận tốc quỹ đạo của Mặt Trăng biến thiên khi nó quay quanh Trái Đất và do đó không phải lúc nào cũng bằng vận tốc góc của sự tự quay của Mặt Trăng ổn định hơn. Khi Mặt Trăng ở điểm cận địa, tốc độ quỹ đạo của nó nhanh hơn tốc độ tự quay. Tại thời điểm đó Mặt Trăng đi trước một ít trên quỹ đạo so với chuyển động quay quanh trục của nó và điều này tạo ra góc nhìn cho phép ta có thể nhìn thấy tới tám độ kinh độ phía đông (bên phải) của mặt xa (mặt bên kia, không hướng về Trái Đất) của nó. Ngược lại, khi Mặt Trăng tới điểm viễn địa, tốc độ quỹ đạo của nó chậm hơn tốc độ tự quay, khiến cho tới tám độ kinh độ về phía tây (bên trái) của mặt xa có thể trông thấy được. Hiệu ứng này được gọi là bình động quang học về kinh độ.
Trục quay của Mặt Trăng nghiêng một góc tổng cộng 6,7° so với pháp tuyến của mặt phẳng hoàng đạo. Điều này dẫn đến một hiệu ứng góc nhìn khác theo hướng bắc–nam được gọi là bình động quang học về vĩ độ, cho phép ta có thể trông thấy tới gần 7° vĩ độ ra phía ngoài cực trên nửa xa. Cuối cùng, do Mặt Trăng ở khoảng cách chỉ gần 60 bán kính Trái Đất tính từ khối tâm của Trái Đất, một người quan sát ở xích đạo quan sát Mặt Trăng trong suốt một đêm sẽ di chuyển ngang một độ dài bằng một bán kính Trái Đất. Điều này dẫn đến bình động hàng ngày, cho phép ta có thể quan sát thêm một độ nữa về kinh độ của mặt phía xa của Mặt Trăng. Bởi lý do tương tự, các quan sát viên ở cả hai cực địa lý của Trái Đất sẽ có thể trông thấy thêm một độ vĩ độ khác trong bình động về vĩ độ.
Ngoài những loại "bình động quang học" gây ra bởi thay đổi trong góc nhìn đối với một người quan sát trên Trái Đất, còn có các "bình động vật lý" tức là các sự chương động thực sự của hướng cực quay của Mặt Trăng trong không gian: nhưng các hiệu ứng này rất bé.

## Đường chuyển động của Trái Đất và Mặt Trăng quanh Mặt Trời

Một phần của đường chuyển động của Trái Đất và Mặt Trăng xung quanh Mặt Trời

Khi nhìn từ thiên cực bắc (tức là từ hướng xấp xỉ của ngôi sao Polaris), Mặt Trăng được thấy quay quanh Trái Đất ngược chiều kim đồng hồ và Trái Đất quay quanh Mặt Trời ngược chiều kim đồng hồ, và Mặt Trăng và Trái Đất cũng tự quay quanh trục của chúng ngược chiều kim đồng hồ.
Quy tắc bàn tay phải có thể đựoc sử dụng để chỉ ra hướng của vận tốc góc. Nếu ngón cái của nắm tay phải chỉ tới thiên cực bắc, các ngón tay còn lại sẽ cong theo chiều Mặt Trăng quay quanh Trái Đất, Trái Đất quay quanh Mặt Trời, và Mặt Trăng và Trái Đất tự quay quanh trục của chúng.
Trong các hình biểu diễn hệ Mặt Trời, người ta thường vẽ quỹ đạo của Trái Đất theo hệ quy chiếu của Mặt Trời và quỹ đạo của Mặt Trăng theo hệ quy chiếu của Trái Đất. Điều này có thể gây cảm tưởng rằng Mặt Trăng quay quanh Trái Đất theo một cách mà nó đôi khi sẽ đi ngược lại khi nhìn từ góc nhìn của Mặt Trời. Tuy nhiên, do vận tốc quỹ đạo của Mặt Trăng quanh Trái Đất (1 km/s) là nhỏ so với vận tốc quỹ đạo của Trái Đất quanh Mặt Trời (30 km/s), điều này không bao giờ xảy ra. Không có chuyển động vòng xoắn vào phía sau nào trên quỹ đạo quanh Mặt Trời của Mặt Trăng.
Coi rằng hệ Trái Đất–Mặt Trăng là một hệ hành tinh đôi, tâm hấp dẫn của hệ nằm bên trong Trái Đất, khoảng 4.671 km (2.902 mi) hay 73,3% bán kính Trái Đất tính từ tâm của Trái Đất. Tâm hấp dẫn luôn nằm trên đường thẳng nối các tâm của Trái Đất và của Mặt Trăng khi Trái Đất hoàn thành một vòng quay hằng ngày của nó. Đường đi của hệ Trái Đất–Mặt Trăng trên quỹ đạo quanh Mặt Trời của nó được định nghĩa chính là chuyển động của tâm hấp dẫn tương hỗ này xung quanh Mặt Trời. Kết quả là, tâm của Trái Đất trở vào trong và ra ngoài đường quỹ đạo quanh Mặt Trời trong suốt một tháng giao hội khi Mặt Trăng di chuyển trên quỹ đạo của nó xung quanh tâm hấp dẫn chung.
Tác động hấp dẫn của Mặt Trời lên Mặt Trăng lớn hơn tác động hấp dẫn của Trái Đất lên Mặt Trăng gấp đôi; kết quả là, đường quỹ đạo của Mặt Trăng luôn là một đường lồi (khi nhìn vào toàn bộ hệ Mặt Trời–Trái Đất–Mặt Trăng, về phía Mặt Trời từ một khoảng cách xa bên ngoài quỹ đạo của Trái Đất–Mặt Trăng xung quanh Mặt Trời), và không có chỗ nào trở nên lõm hay xoắn (nhìn từ cùng một góc nhìn), tức là, vùng được bao quanh bởi quỹ đạo của Mặt Trăng quanh Mặt Trời là một tập lồi.